# Elaphropeza vietnamensis
Elaphropeza vietnamensis är en tvåvingeart som beskrevs av Patrick Grootaert och Igor Shamshev 2009. Elaphropeza vietnamensis ingår i släktet Elaphropeza och familjen puckeldansflugor. Inga underarter finns listade i Catalogue of Life.